# Ruggiero Settimo (sommergibile)
Il Ruggiero Settimo è stato un sommergibile della Regia Marina che operò nel corso della seconda guerra mondiale.

## Storia
Dall'11 settembre 1933 al 4 aprile 1934 effettuò – unitamente al gemello Luigi Settembrini – un lungo viaggio in Mar Rosso con partenza e arrivo a Taranto, facendo scalo a Tobruk, Porto Said, Massaua, Aden, Assab, ancora Massaua, Ismailia, di nuovo Porto Said e poi Alessandria d'Egitto; la crociera dimostròche prestazioni dei sommergibili della classe Settembrini potevano ritenersi abbastanza soddisfacenti.
Prese clandestinamente parte alla guerra di Spagna operando in mar Egeo, senza cogliere risultati.
Dopo l'entrara in guerra dell'italia, avvenuta il 10 giugno 1940, il 13 dello stesso mese (al comando del tenente di vascello Giovanni Cantù) fu protagonista di uno scontro in superficie con un sommergibile avversario non identificato: le due unità si lanciarono alcuni siluri, nessuno dei quali andò a segno, e si allontanarono senza portare a termine il combattimento.
Il 12 luglio, mentre si trovava nei pressi di Capo Passero, fu bersaglio di un attacco con bombe da parte di un idrovolante britannico Short Sunderland, che gli arrecò danni leggeri.
Alle 22.22 del 10 gennaio 1941 (il comandante del sommergibile era il capitano di corvetta Mario Spano), durante l'operazione Excess, avvistò due incrociatori leggeri della 7ª Divisione britannica e li attaccò con il lancio di due siluri da 1.400 metri, allontanandosi poi in immersione: fu avvertita un'esplosione, ma non esistono conferme di danneggiamenti.
Nel luglio 1941 fu inviato fra Pantelleria e Malta a contrastare l'operazione Substance, ma non avvistò nessuna nave nemica.
Fu impiegato anche in missioni di trasporto di rifornimenti per la Libia, svolgendo 7 missioni di questo tipo; durante una di queste, di ritorno da Derna, lanciò infruttuosamente due siluri contro alcuni cacciatorpediniere nemici.
Complessivamente effettuò 28 missioni di guerra (17 esplorativo-offensive, 7 di trasporto e 14 di trasferimento).
All'armistizio dell'8 settembre 1943 si portò a Taranto. Nel 1944 dal 4 gennaio al 21 aprile fu affidato il comando al Capitano di Corvetta Rino Erler. Fu demolito nel dopoguerra.

### Annotazioni
1. ↑  progettate dall'ingegnere del genio navale Virginio Cavallini.

### Fonti
1. 1 2 3 4 5 6  Regio Sommergibile Ruggero Settimo
2. ↑  Turrini 2003, pp. 165-166.
3. ↑  Giorgerini 1994, p. 157.
4. ↑  Giorgerini 1994, p. 196.
5. ↑  Giorgerini 1994, p. 239.
6. ↑  Giorgerini 1994, p. 273.
7. ↑  Giorgerini 1994, pp. 295-296.